# International Ultraviolet Explorer
IUE (аббревиатура от англ. International Ultraviolet Explorer, буквально переводится как «Международный ультрафиолетовый исследователь»), известный так же как Эксплорер-57 — орбитальный космический телескоп, работавший в ультрафиолетовом диапазоне. Аппарат был запущен 26 января 1978 года с помощью ракеты-носителя Дельта типа 2914 с базы ВВС США на мысе Канаверал на эллиптическую переходную орбиту. IUE был первым астрономическим спутником общего пользования.

## Разработка
Разработка спутника IUE была совместным проектом Центра космических полётов Годдарда (НАСА), Европейского космического агентства (ЕКА) и Британского научно-технического и исследовательского совета (SERC, англ. Science and Engineering Research Council).
Первоначально IUE должен был стать следующим после Uhuru, SAS-2 и SAS-3 малым астрономическим спутником SAS-D (Small Astronomical Satellite), но был усилен до спутника класса «дельта». При этом IUE был частью программы «Эксплорер», и если бы НАСА не прекратило нумерацию спутников в 1975 году, получил бы имя «Эксплорер-57».

## Конструкция
Некоторые особенности в составе конструкции и научных приборов IUE: 
- Апогейный двигатель «Star 24» фирмы Thiokol. После запуска двигатель перевёл спутник на рабочую эллиптическую орбиту с периодом 1 435,7 мин, высотой 26 000 — 42 000 км и наклонением 28,6° (именно на этой орбите спутник дрейфовал над Атлантическим океаном)[2].
- Небольшой телескоп Ричи-Кретьена, диаметром 0,45 м.
- Четыре спектрографа (два основных и два запасных), которые получали ультрафиолетовые спектры астрономических объектов[2]:
  - Основная камера коротких волн SWP (англ. Short Wavelength Prime) — перекрывала диапазон 110—200 нм;
  - Основная камера длинных волн LWP (англ. Long Wavelength Prime) — диапазон 200—300 нм;
  - Резервная камера коротких волн SWR (англ. Short Wavelength Redundant) — использовалась только в начальный период испытаний;
  - Резервная камера длинных волн LWR (англ. Long Wavelength Redundant) — активно использовалась из-за некоторых проблем с LWP.

## Управление

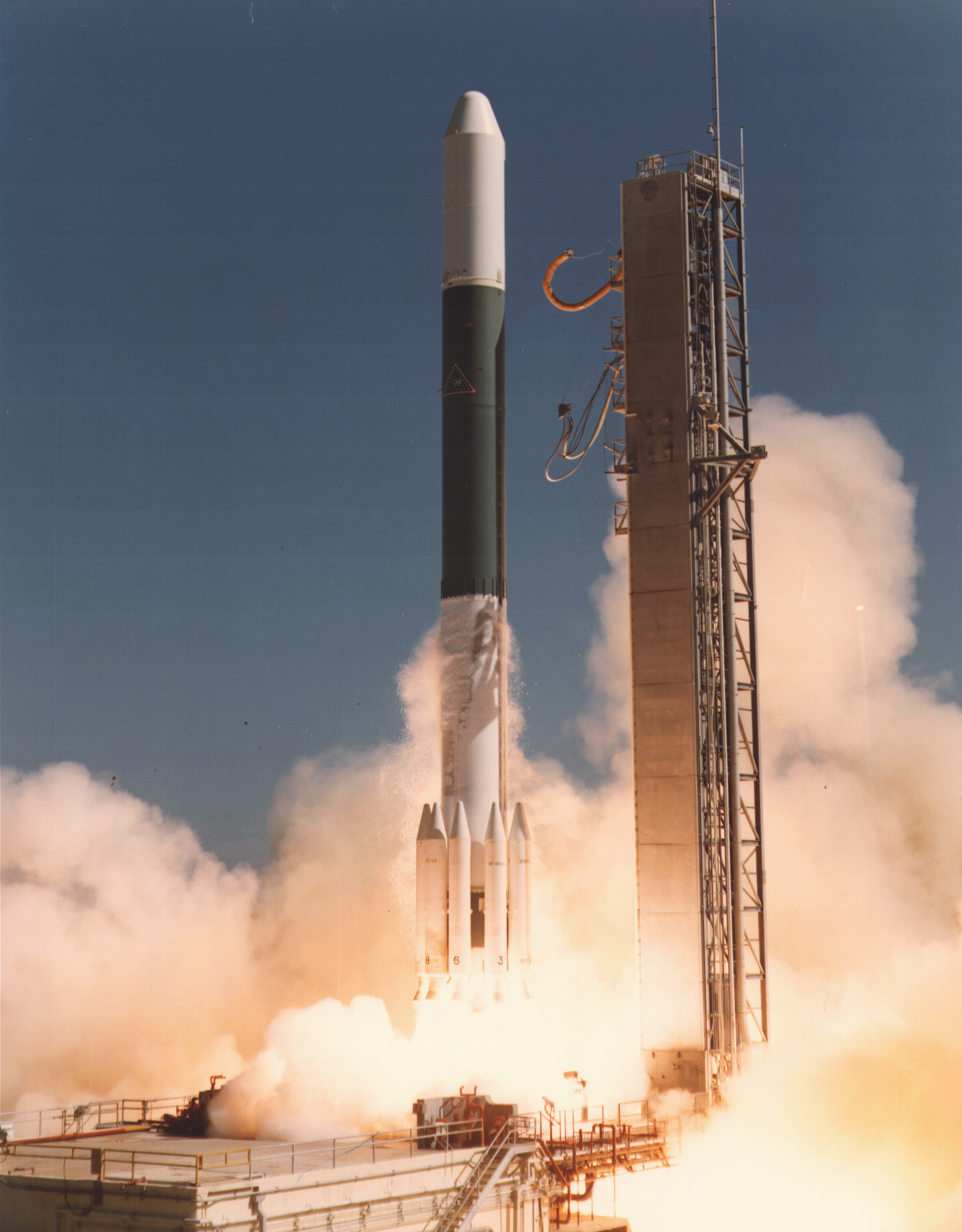
Запуск ракеты-носителя Дельта с IUE, январь 1978 года.

Управление телескопом было разделено на три 8-часовые смены. Каждый день в течение первой им управляли с наземной станции ЕКА в Виллафранке (VILSPA или ESAC, от англ. European Space Astronomy Centre) в Мадриде. Затем, в течение оставшихся двух смен, управление передавалось станции НАСА в Центре космических полетов Годдарда (GSFC, от англ. Goddard Space Flight Center) в Гринбелте (Мэриленд).

## Достижения
- IUE был первым астрономическим спутником общего пользования[3]: любой астроном мог подать заявку на наблюдательное время. Благодаря геосинхронной орбите IUE позволял управлять собой в реальном времени и был единственным спутником, который астрономы могли использовать как большой наземный телескоп[2].
- С помощью IUE было доказано, что сверхновая SN1987А — результат взрыва ранее наблюдавшегося на её месте голубого сверхгиганта (после вспышки исчезло его характерное ультрафиолетовое излучение)[4].
- В программе IUE работали более 2 000 исследователей из Северной и Южной Америки, Европы, Китая, России, Африки и Австралии. Полученная от спутника информация легла в основу более 3 500 научных статей (больше, чем для любого другого КА) и более 500 докторских диссертаций[5].
- Более 100 000 наблюдений помещены в архив, откуда они могут быть вновь извлечены и обработаны с помощью новых программных средств, что позволит обнаружить новые детали[5].

## Завершение программы
Запущенный в 1978 году спутник был рассчитан на 6-месячный срок работы, однако проработал в 40 раз больше. В 1995 году НАСА отказалось от финансирования IUE и 1 октября 1995 года управление программой было передано в ЕКА (НАСА сохранили за собой лишь ответственность за служебный борт). Однако, финансовое положение ЕКА не позволило продолжать работу и в феврале 1996 года совместным решением ЕКА и НАСА было решено прекратить работу спутника 30 сентября.
IUE был выключен в 18:42 UTC 30 сентября 1996 года. Перед последними манёврами подъёма орбиты IUE имел период 1 437 мин, высоту 29992 x 41616 км при наклонении 35.9°.